# Řícmanice
Řícmanice är en ort i Tjeckien. Den ligger i regionen Södra Mähren, i den östra delen av landet, 190 km sydost om huvudstaden Prag. Řícmanice ligger 271 meter över havet och antalet invånare är 656.
Terrängen runt Řícmanice är kuperad västerut, men österut är den platt. Řícmanice ligger nere i en dal.Runt Řícmanice är det ganska tätbefolkat, med 111 invånare per kvadratkilometer. Närmaste större samhälle är Brno, 9,3 km sydväst om Řícmanice. I omgivningarna runt Řícmanice växer i huvudsak blandskog.